# Werner Marcks
Werner Marcks  (ur. 17 lipca 1896 we Magdeburgu, zm. 28 lipca 1967 w Wedel) – niemiecki wojskowy, generał porucznik.

## Życiorys
Jego ojciec Albert Marcks, był wyższym urzędnikiem państwowym. Uczęszczał do szkół średnich, kolejno w Berlinie, Frankfurcie nad Odrą i Opolu.
Po ukończeniu szkoły średniej w 1914 roku wstąpił na ochotnika do wojska jako kandydat na oficera, początkowo do 8 Lejb gwardii pułku grenadierów we Frankfurcie nad Odrą. Następnie został przeniesiony do 40 pułku fizylierów. W składzie tego pułku brał udział w I wojnie światowej na froncie zachodnim, będąc kolejno: dowódcą plutonu, adiutantem batalionu i pułku.
Po zakończeniu wojny pozostał w armii wstępując do Reichswehry do 10 pułku rajtarów, w 1920 został dowódcą plutonu, a w 1924 roku dowódcą szwadronu kawalerii. W 1932 roku został dowódcą szwadronu szkoleniowego tego pułku. W składzie tego pułku przeszedł do Wehrmachtu.
W 1934 roku w związku z rozwojem broni pancernej, przeszedł z korpusu oficerów kawalerii do korpusu oficerów broni pancernej. Został wtedy oficerem w oddziale motocyklowym w 1 Brygadzie Zmotoryzowanej w Lipsku, po czym był oficerem w 4 zmotoryzowanego oddziału rozpoznawczego, a w 1936 roku został dowódcą 2 szwadronu w tym oddziale. W 1937 roku został 19 pancernego batalionu rozpoznawczego w Hanowerze.
Na czele tego batalionu uczestniczył w ataku na Polskę w 1939 roku, w składzie 19 Dywizji Piechoty, a po jej zakończeniu wraz z dywizją został skierowany na front zachodni. Następnie dalej dowodząc tym batalionem przekształconym w międzyczasie w batalion niszczycieli czołgów wziął udział w ataku na Francję w 1940 roku. W listopadzie 1940 roku został dowódcą 1 batalionu w 64 pułku strzelców wchodzącym w skład 16 Dywizji Pancernej, nie wzięła ona jednak udziału w walkach, będąc odwodzie wojsk niemieckich w czasie kampanii bałkańskiej. Następnie w okresie od lipca do listopada 1941 roku był w rezerwie kadrowej, jednocześnie od lipca 1941 roku pełnił obowiązki dowódcą 115 pułku strzelców, a w listopadzie 1941 roku jako p.o. dowódcy tego pułku w składzie 15 Dywizji Pancernej został skierowany do Afryki, gdzie weszła ona w skład Afrika Korps. Następnie od grudnia 1941 roku pełnił obowiązki dowódcy 104 pułku strzelców 15 Dywizji Pancernej. W styczniu 1942 roku został dowódcą grupy bojowej w skład której wchodziła oddziały z 15 Dywizji Pancernej i 90 Dywizji Lekkiej, a w lutym 1942 roku został dowódcą 155 pułku strzelców. Jednocześnie w czerwcu 1942 roku jednocześnie był zastępca dowódcy 90 Dywizji Lekkiej. We wrześniu 1942 roku został ciężki ranny i z tego powodu ewakuowany do Niemiec.
W okresie od września do października 1942 roku z powodu stanu zdrowia znajdował się w rezerwie dowództwa, po czym został przydzielony do Inspektoratu Broni Pancernej.
W dniu 19 lutego 1944 roku został pełniącym obowiązki dowódcy 1 Dywizji Pancernej, a następnie od 1 kwietnia 1944 roku jej dowódcą i funkcję tę pełnił do 18 września 1944 roku gdy został ranny, w tym czasie brała ona udział w walkach na terenie Ukrainy. Odwołany ze stanowiska z powodu stany zdrowia, następnie w okresie do stycznia 1945 roku był w rezerwie dowództwa. Po czym przez krótki okres był dowódcą 20 Dywizji Pancernej.
W dniu 12 lutego 1945 roku został dowódcą 21 Dywizji Pancernej, którą dowodził do końca wojny. Dowodząc nią wziął udział w bitwie pod Budzieszynem i po rozbiciu dywizji w dniu 29 kwietnia 1945 dostał się do niewoli radzieckiej.
W 1950 roku wyrokiem sądu wojskowego w Kijowie został skazany na 25 lat pobytu w obozie pracy. Przebywał w obozie jenieckim w Woikowie. W październiku 1955 roku został zwolniony z obozu i repatriowany do Niemieckiej Republiki Federalnej.

## Awanse
- kandydat na oficera (Fahnenjunker) (01.08.1914)
- podporucznik (Leutnant) (14.07.1915)
- porucznik (Oberleutnant) (01.04.1925)
- rotmistrz/kapitan (Rittmeister/ Hauptmann) (01.02.1933)
- major (Major) (01.10.1936)
- podpułkownik (Oberstleutnant) (01.12.1939)
- pułkownik (Oberst) (01.03.1942)
- generał  major (Generalmajor) (01.01.1944)
- generał porucznik (Generalleutnant) (20.04.1945)

## Odznaczenia
- Krzyż Rycerski Krzyża Żelaznego z Liśćmi Dębu (21.09.1944)
- Krzyż Rycerski Krzyża Żelaznego (02.02.1942)
- Złoty Krzyż Niemiecki (17.12.1941)
- Okucia do Krzyża Żelaznego kl. I (16.10.1939)
- Krzyż Żelazny kl. I (22.02.1918)
- Okucia do Krzyża Żelaznego kl. II (14.09.1939)
- Krzyż Żelazny kl. II (28.05.1915)
- Krzyż Kawalerski kl. II Orderu Lwa Zeryngeńskiego
- Krzyż Honorowy Orderu Hohenzollernów
- Medal za Kampanię Zimową na Wschodzie 1941/1942
- Krzyż Honorowy dla Walczących na Froncie